# Fahy
Fahy ist eine politische Gemeinde im Distrikt Porrentruy des Kantons Jura in der Schweiz.

## Geographie
Fahy liegt auf 567 m ü. M., 9 km westlich des Bezirkshauptorts Porrentruy (Luftlinie). Das Bauerndorf an der Grenze zu Frankreich erstreckt sich auf der Hochfläche des Tafeljuras im Westen der Ajoie.
Die Fläche des 7,8 km² grossen Gemeindegebiets umfasst das leicht gewellte, verkarstete Hochplateau der Ajoie, das keine oberirdischen Fliessgewässer zeigt. Der nördliche Abschnitt des Gebiets ist teilweise bewaldet (Bois Juré und Bois de la Manche). Auf der Höhe Sur l'Epenatte befindet sich mit 607 m ü. M. die höchste Erhebung der Gemeinde. Von der Gemeindefläche entfielen 1997 9 % auf Siedlungen, 26 % auf Wald und Gehölze, 57 % auf Landwirtschaft, und ungefähr 8 % waren unproduktives Land, das zum Waffenplatz von Bure gehört.
Zu Fahy gehören mehrere Einzelhöfe. Nachbargemeinden von Fahy sind Grandfontaine, Haute-Ajoie und Bure im Kanton Jura sowie Abbévillers und Croix im angrenzenden Frankreich.

### Klima
Für die Normalperiode 1991–2020 beträgt die Jahresmitteltemperatur 9,4 °C, wobei im Januar mit 1,2 °C die kältesten und im Juli mit 18,2 °C die wärmsten Monatsmitteltemperaturen gemessen werden. Im Mittel sind hier rund 78 Frosttage und 21 Eistage zu erwarten. Sommertage gibt es im Jahresmittel rund 34, während normalerweise 5 bis 6 Hitzetage zu verzeichnen sind. Die Messstation von MeteoSchweiz liegt auf einer Höhe von 596 m ü. M.
|                        | Jan  | Feb  | Mär  | Apr  | Mai  | Jun  | Jul  | Aug  | Sep  | Okt  | Nov  | Dez  |   |       |
| Mittl. Temperatur (°C) | 1,2  | 1,9  | 5,4  | 8,8  | 12,6 | 16,1 | 18,2 | 18,0 | 13,9 | 9,9  | 5,0  | 2,2  | ⌀ | 9,5   |
| Mittl. Tagesmax. (°C)  | 4,0  | 5,2  | 9,4  | 13,5 | 17,3 | 21,0 | 23,5 | 23,1 | 18,4 | 13,7 | 8,1  | 4,9  | ⌀ | 13,6  |
| Mittl. Tagesmin. (°C)  | −1,7 | −1,3 | 1,4  | 4,2  | 8,0  | 11,4 | 13,3 | 13,3 | 9,9  | 6,4  | 2,0  | −0,6 | ⌀ | 5,6   |
|                        |      |      |      |      |      |      |      |      |      |      |      |      |   |       |
| Niederschlag (mm)      | 67   | 64   | 69   | 78   | 107  | 99   | 93   | 103  | 88   | 99   | 90   | 90   | Σ | 1047  |
|                        |      |      |      |      |      |      |      |      |      |      |      |      |   |       |
| Sonnenstunden (h/d)    | 2,1  | 3,1  | 4,4  | 5,7  | 6,0  | 7,0  | 7,5  | 7,2  | 5,4  | 3,7  | 2,2  | 1,8  | ⌀ | 4,7   |
|                        |      |      |      |      |      |      |      |      |      |      |      |      |   |       |
| Regentage (d)          | 11,2 | 10,7 | 10,4 | 10,2 | 13,0 | 10,9 | 10,9 | 10,5 | 9,5  | 11,7 | 11,6 | 13,0 | Σ | 133,6 |
|                        |      |      |      |      |      |      |      |      |      |      |      |      |   |       |
| Luftfeuchtigkeit (%)   | 84   | 79   | 73   | 70   | 74   | 74   | 71   | 73   | 79   | 83   | 85   | 84   | ⌀ | 77,4  |

| −1,7 |

| −1,3 |

| 1,4 |

| 4,2 |

| 8,0 |

| 11,4 |

| 13,3 |

| 13,3 |

| 9,9 |

| 6,4 |

| 2,0 |

| −0,6 |

| −1,7 |

| −1,3 |

| 1,4 |

| 4,2 |

| 8,0 |

| 11,4 |

| 13,3 |

| 13,3 |

| 9,9 |

| 6,4 |

| 2,0 |

| −0,6 |

## Bevölkerung
Mit 332 Einwohnern (Stand 31. Dezember 2023) gehört Fahy zu den kleineren Gemeinden des Kantons Jura. Von den Bewohnern sind 95,6 % französischsprachig, 1,8 % deutschsprachig und 1,5 % italienischsprachig (Stand 2000). Die Bevölkerungszahl von Fahy belief sich 1850 auf 549 Einwohner, 1900 auf 492 Einwohner. Danach gab es bis 1970 (501 Einwohner) nur geringe Veränderungen. Seither wurde ein deutlicher Rückgang verzeichnet.

## Wirtschaft
Fahy war bis etwa 1950 ein vorwiegend landwirtschaftlich geprägtes Dorf. Seither haben sich einige Unternehmen angesiedelt, darunter das Unternehmen Peugeot, das für den Import von Peugeot-Fahrzeugen in die Schweiz zuständig ist. Weitere Arbeitsplätze gibt es in der Herstellung von Uhren, in der mechanischen, der Textil- und der Nahrungsmittelindustrie sowie im Grenzhandel. Dank der fruchtbaren Böden hat die Landwirtschaft aber auch heute noch einen grossen Stellenwert.

## Verkehr
Die Gemeinde ist verkehrsmässig recht gut erschlossen. Sie liegt an der Hauptstrasse von Porrentruy via den Grenzübergang Fahy nach Montbéliard in Frankreich. Durch einen Postautokurs nach Porrentruy ist Fahy an den öffentlichen Verkehr angebunden.

## Geschichte

Luftbild (1950)

Erste Erwähnung findet der Ort 1177 als Fahyl, 1483 erscheint die Schreibweise Fahyt. Der Ortsname wird vom lateinischen Wort fagus (Buche) abgeleitet. Im Jahr 1461 kam Fahy an das Fürstbistum Basel. Während der Burgunderkriege wurde das Dorf 1474 und 1475 zweimal fast vollständig dem Erdboden gleichgemacht. Vom 16. bis zum 18. Jahrhundert unterstand das Dorf dem Meieramt Bure. Von 1793 bis 1815 gehörte Fahy zu Frankreich und war anfangs Teil des Département du Mont-Terrible, ab 1800 mit dem Département Haut-Rhin verbunden. Durch den Entscheid des Wiener Kongresses kam der Ort 1815 an den Kanton Bern und am 1. Januar 1979 an den neu gegründeten Kanton Jura.

## Sehenswürdigkeiten
Bis 1802 gehörte Fahy zur Pfarrei Grandfontaine, danach wurde die 1787–88 erbaute Kirche Saint-Pierre zur Pfarrkirche erhoben. Im Ortskern sind einige charakteristische Bauernhäuser der Haute-Ajoie aus dem 19. Jahrhundert erhalten. Bis zum Beginn des 20. Jahrhunderts wurde das Wasser mit Ziehbrunnen gewonnen.

## Bilder

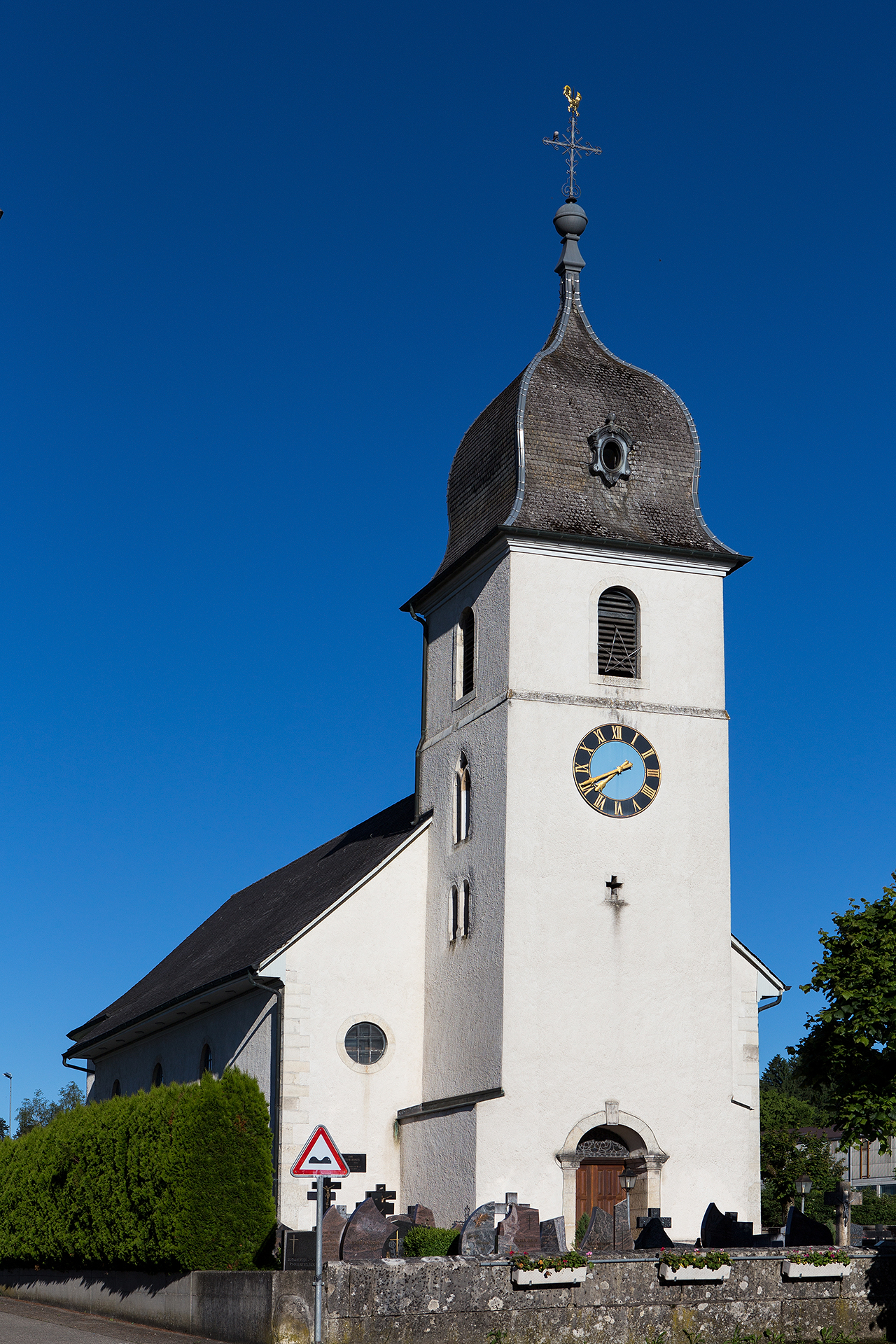
Kirche
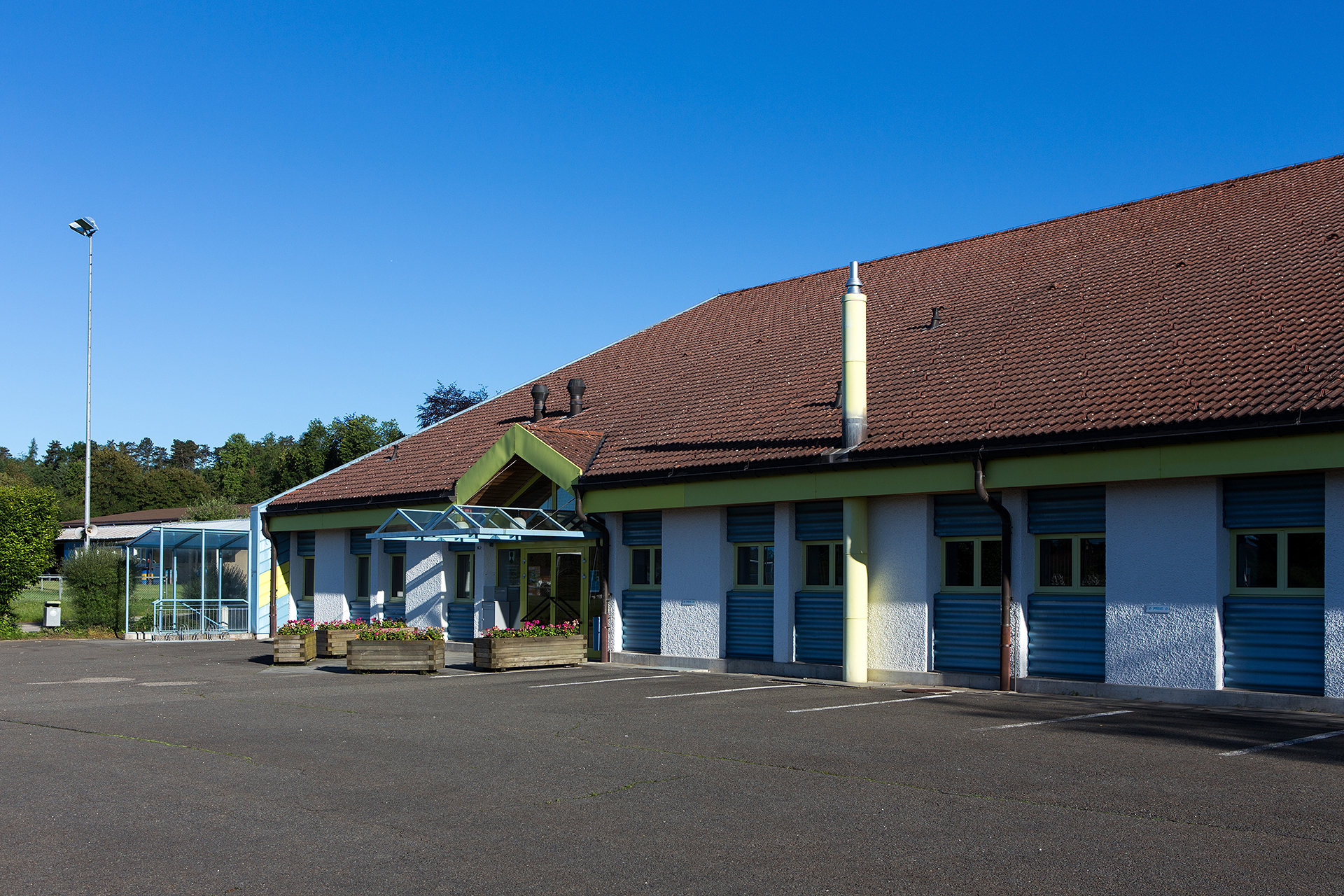
Gemeindehaus und Mehrzweckhalle
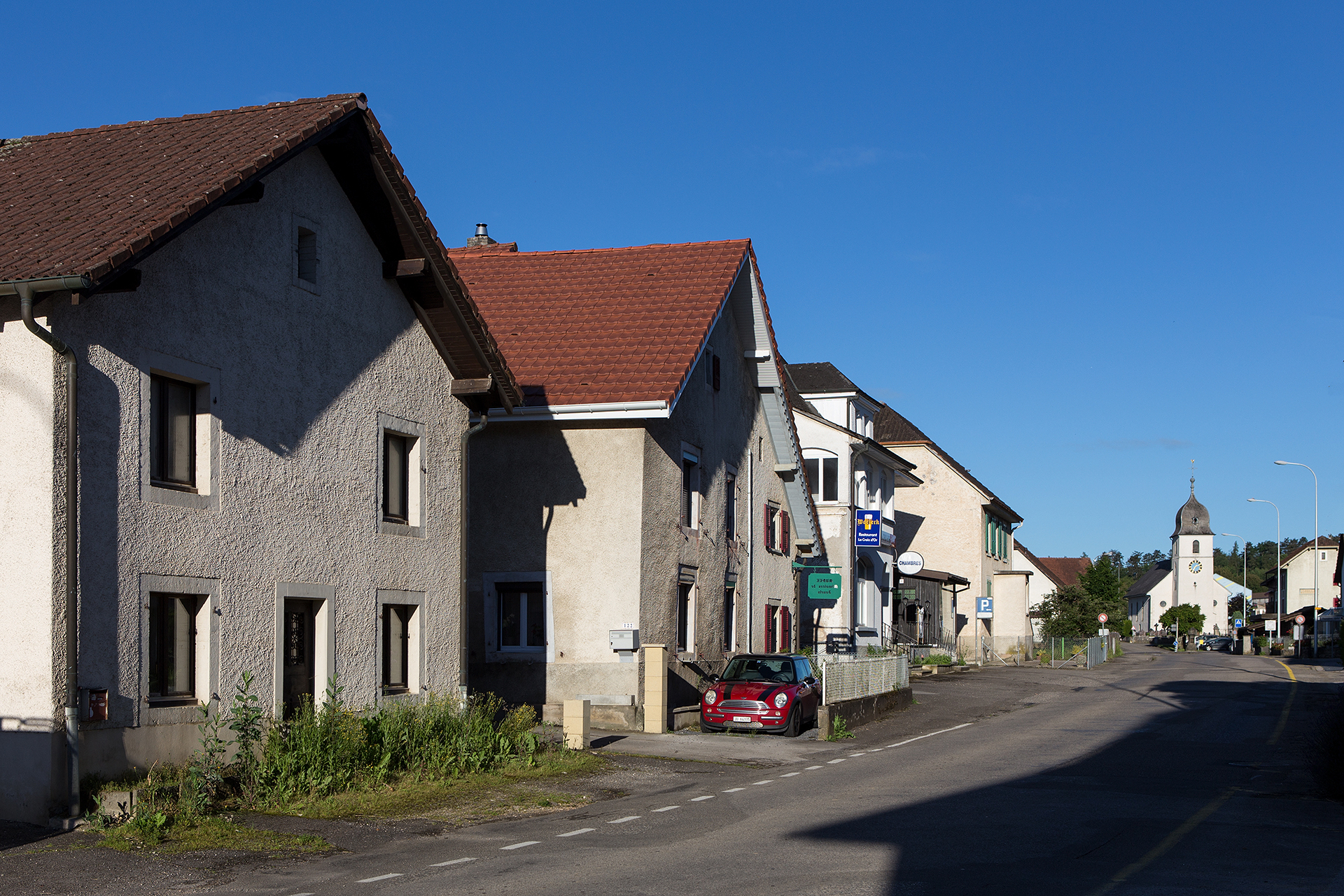
Route de Porrentruy
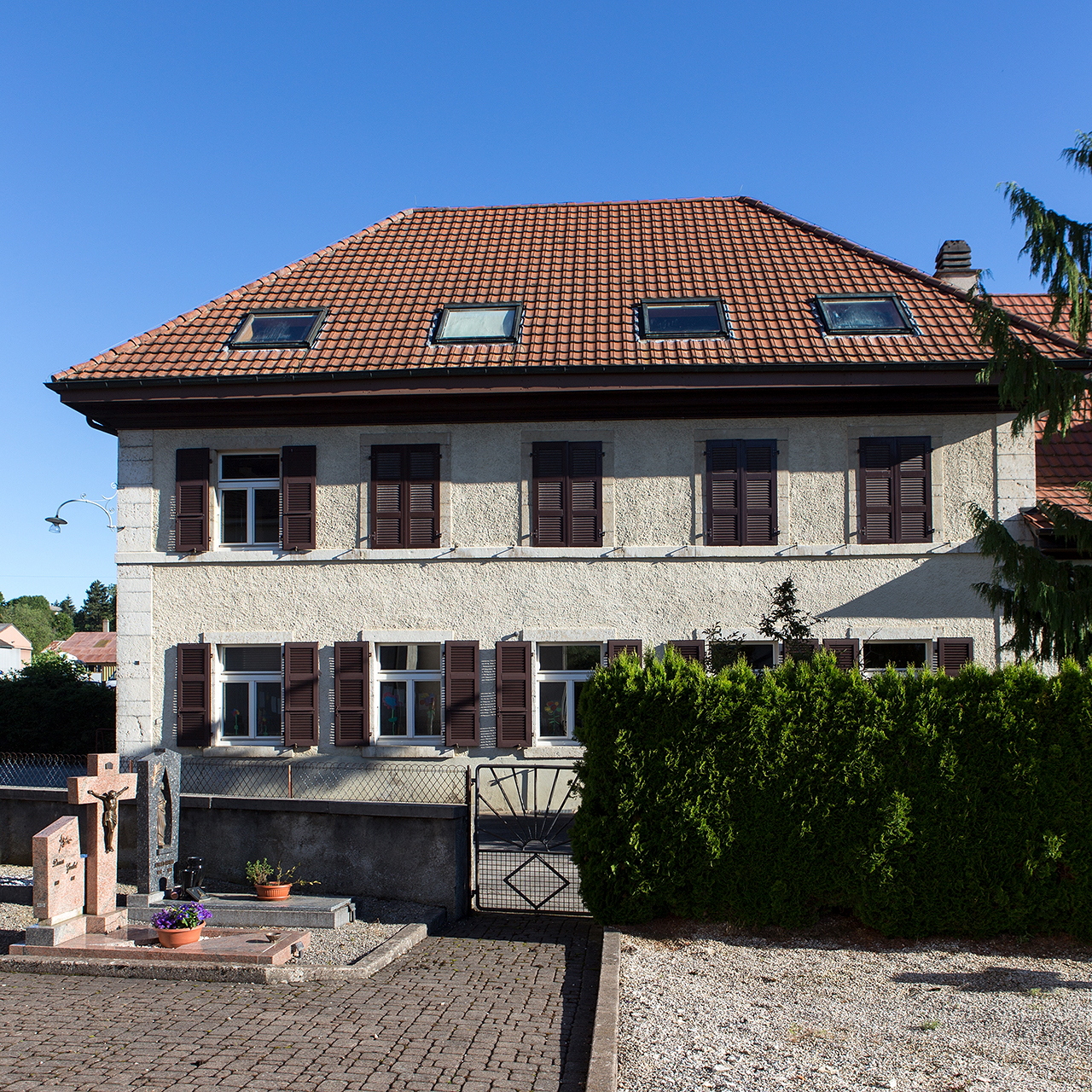
Primarschulhaus
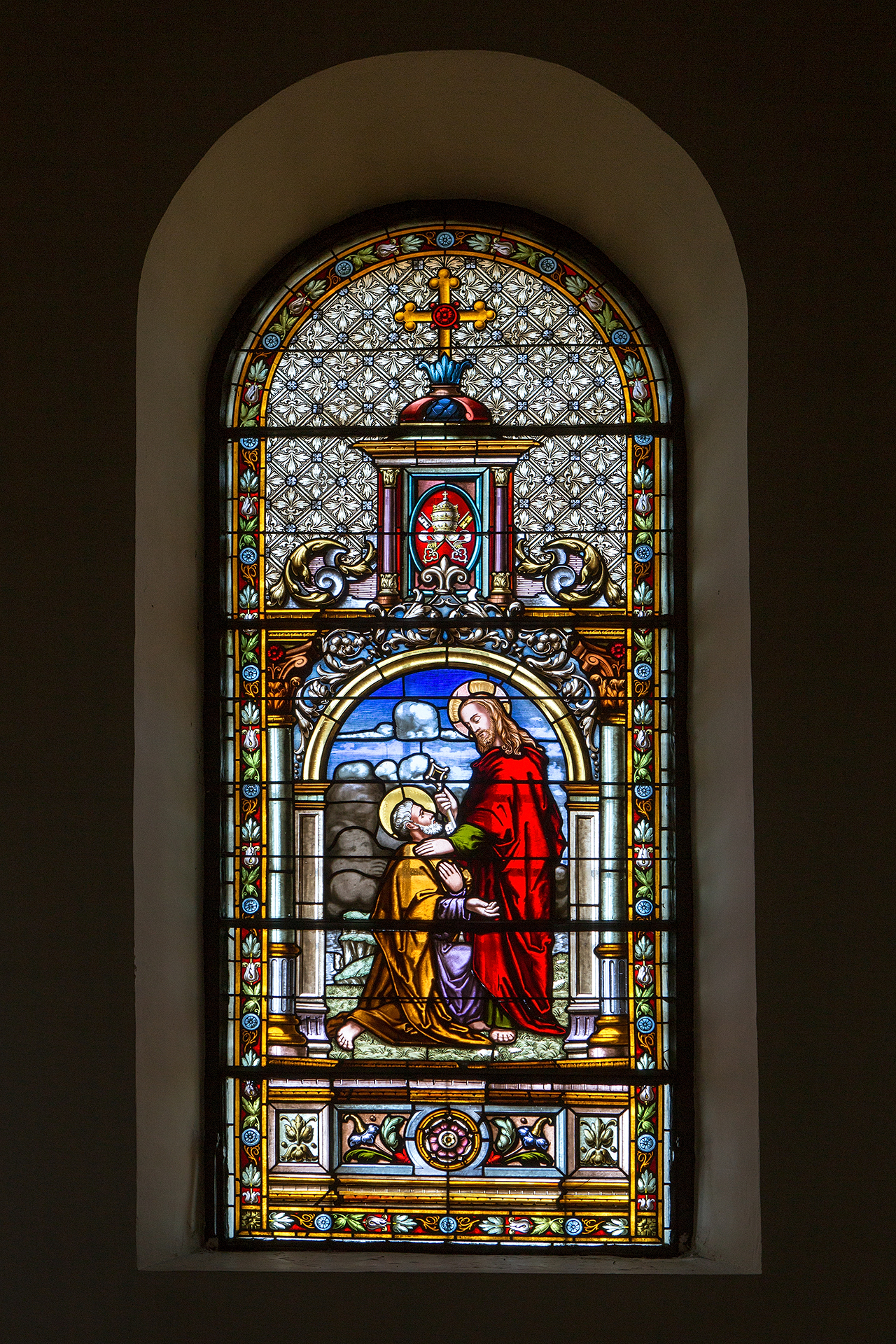
Kirchenfenster